# Béliers

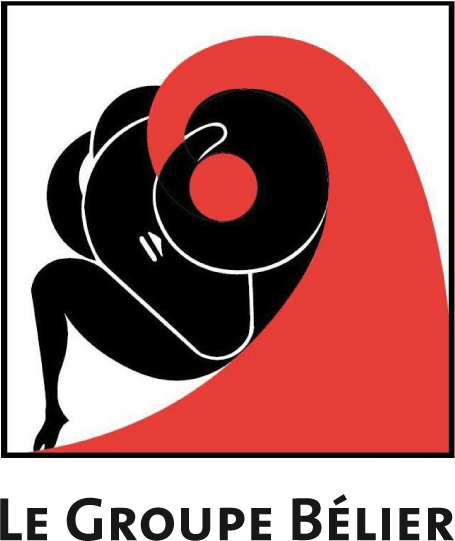
Logo der Béliers

Die Béliers (französisch für «Widder» oder «Sturmböcke»), formell Groupe Bélier genannt, sind ein militanter Jugendverband der jurassischen Separatisten, der 1962 im Rahmen der Jurafrage gegründet wurde. Der Name ist von einer mittelalterlichen Kriegsmaschine abgeleitet, die ähnlich einem Rammbock dem Aufbrechen von Toren und Befestigungsanlagen diente. Die Béliers traten vor allem in den 1960er- bis 1980er-Jahren mit provokativen Widerstandsaktionen in Erscheinung.

## Organisation
Die Ziele der Béliers sind gemäss Satzung die «Befreiung des jurassischen Volkes von der bernischen Bevormundung», die «Wiedervereinigung» des beim Kanton Bern verbliebenen Südjura, die Verteidigung der französischen Kultur und Sprache sowie die «Bewahrung des Geistes, der der Gründung des Kantons Jura zugrunde lag». Dabei greifen die Béliers oft zu radikal erscheinenden Methoden, um auf ihre Anliegen aufmerksam zu machen. Gemäss Eigendarstellung besteht die Gruppierung aus jungen Männern und Frauen im Alter von 16 bis 32 Jahren aus allen soziokulturellen Schichten.
Ursprünglich an das Rassemblement jurassien angeschlossen, sind die Béliers seit 1981 organisatorisch unabhängig, und zwar als Verein im Sinne von Artikel 60 des Zivilgesetzbuches. Oberstes Organ ist die Delegiertenversammlung, die mindestens einmal jährlich zusammentritt. Als Exekutive vertritt das Comité jurassien die Bewegung gegenüber Aussenstehenden und koordiniert die Aktionen der angeschlossenen Sektionen. Die Sektionen ernennen die Delegierten der Delegiertenversammlung, während an der Generalversammlung sämtliche Mitglieder teilnehmen.
Die Gegenbewegung zu den Béliers sind die antiseparatistischen Sangliers.

## Geschichte
Die Gründung der Béliers erfolgte im Juli 1962 auf Initiative von Marcel Brêchet und Michel Gury. Ihr ursprüngliches Ziel bestand lediglich darin, die jurassische Jugend für eine stärkere Teilnahme am Fest des jurassischen Volkes zu gewinnen. Als sich deutlich mehr Teilnehmer einfanden als erwartet, gab sich die Organisation feste Strukturen, definierte sich als Jugendorganisation des Rassemblement jurassien und bildete zahlreiche Ortsverbände. Während das Rassemblement jurassien (das spätere Mouvement autonomiste jurassien) vor allem mit politischer und publizistischer Arbeit für die Loslösung des Jura vom Kanton Bern eintrat, machten die militanten Béliers mit zahlreichen provokativen und aufsehenerregenden Widerstandsaktionen auf sich aufmerksam, um der Schweizer Bevölkerung die Jurafrage in Erinnerung zu rufen.
Ab 1965 veranstalteten die Béliers jährlich das «Fest der jurassischen Jugend» (Fête de la jeunesse jurassienne), zunächst in Porrentruy, später auch an anderen Orten. Die Trennung des historischen Jura in zwei Teile nach den Juraplebisziten von 1975 und 1976 schuf neue politische Rahmenbedingungen, welche die Béliers zu einer Umstrukturierung zwangen. Im Januar 1979 fusionierten sie mit der Bewegung Jeunesse Sud, ihrem Pendant im Berner Jura. Seit November 1981 sind die Béliers organisatorisch nicht mehr mit dem Rassemblement jurassien verbunden, auch wenn nach wie vor enge Kontakte bestehen. In den 1980er und 1990er Jahren unterhielten die Béliers auch formelle Beziehungen mit der Jungen Kraft Laufental (im Zusammenhang mit dem Kantonswechsel des Laufentals).

## Aktionen

### 1960er Jahre
Seit ihrer Gründung führten die Béliers eine Reihe von Widerstandsaktionen durch, um den Kanton Bern und den Bund zu zwingen, eine Lösung für die Jurafrage zu finden. Diese Aktionen waren und sind in Fällen gegen besonders symbolträchtige Ziele gerichtet. Erstmals in Erscheinung traten sie im September und November 1963, als sie im ganzen Kanton Bern über 300'000 Flugblätter verteilten. Darin forderten sie die Bevölkerung auf, Druck auf die Behörden auszuüben. Im März 1964 blockierten sie die Eingänge zum Berner Rathaus und forderten die Freilassung der «Unschuldigen von Courfaivre», die während der Ermittlungen gegen die Front de libération jurassien trotz erwiesener Unschuld wochenlang in Untersuchungshaft sassen. Am 30. August 1964 unterbrachen sie anlässlich einer Gedenkfeier beim Denkmal «Le Fritz» in der Nähe des Col des Rangiers die Ansprachen von Regierungsrat Virgile Moine und Bundesrat Paul Chaudet, wodurch sie erstmals in der ganzen Schweiz Bekanntheit erlangten.
Als die Berner Kantonsregierung am 7. Oktober 1965 in Porrentruy eine neue Haushaltungsschule eröffnen wollte, untersagte sie vorsorglich eine Demonstration der Béliers. Um das Verbot zu umgehen, nutzten sie einen am selben Tag stattfindenden Kongress von Kaminfegern, um sich wie diese zu verkleiden und vor der Schule zu protestieren. Im September 1966 verteilten die Béliers in einer einzigen Nacht über eine halbe Million Flugblätter in der ganzen Schweiz, in denen sie zur Teilnahme am Fest des jurassischen Volkes einluden. Am 10. Januar 1967 verschafften sich über drei Dutzend Aktivisten Zugang zum traditionellen Neujahrsempfang des diplomatischen Korps im Berner Bundeshaus und entrollten projurassische Spruchbänder, was auch international für Aufsehen sorgte.
Fünf führende Mitglieder der Béliers legten am 4. Mai 1968 auf dem Berner Bundesplatz öffentlichkeitswirksam ihre Militärutensilien nieder und erklärten sich zu «Dienstverweigerern aus Patriotismus», um gegen die Untätigkeit des Bundes zu protestieren. Sie wurden bei ihrer Rückkehr nach Delémont von über 2000 Personen empfangen. Diesem Beispiel folgend verweigerten zahlreiche Jurassier den Militärdienst. Am 29. Juni desselben Jahres drangen rund 120 Aktivisten in das Statthalteramt von Delémont ein und hielten es fast einen Tag lang besetzt. Rund tausend abgestellte Autos blockierten die Zufahrtswege. Auf Drängen des Regierungsstatthalters griff die Polizei nicht ein und die Aktivisten verliessen das Gebäude in einem einwandfreien Zustand. Etwa 30 Béliers drangen am 11. Dezember 1968 ins Bundeshaus ein und unterbrachen eine Sitzung des Nationalrats, um eine Erklärung zu verlesen. Dabei kam es vereinzelt zu Rangeleien mit Politikern (darunter Kurt Furgler und Hans Tschumi). Etwa ein Jahr später, am 29. November 1969, versammelten sich über 300 Béliers auf dem Bundesplatz und verbrannten öffentlich 5000 Ausgaben des umstrittenen roten Zivilverteidigungsbuches.

### 1970er Jahre

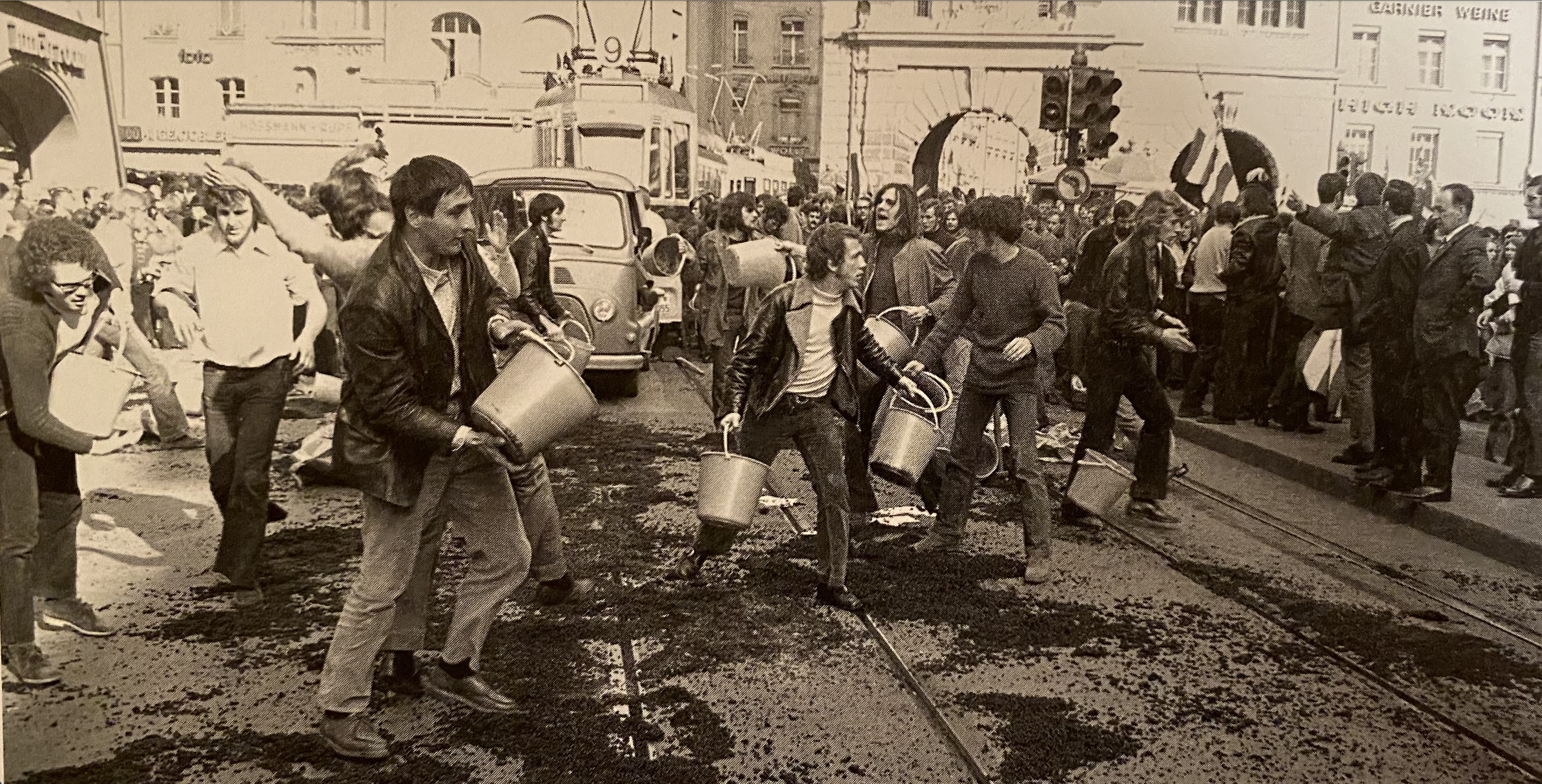
Aktivisten giessen Asphalt über Berner Tramschienen (1972)

Während des Spiels zwischen Schweden und der Tschechoslowakei bei der Eishockey-Weltmeisterschaft 1971 in Bern nutzten die Béliers eine Spielunterbrechung, um Pucks in den jurassischen Farben aufs Eis zu werfen. Acht Aktivisten stürmten mit jurassischen Fahnen und Transparenten das Spielfeld, der Zwischenfall wurde live im Fernsehen übertragen. Ein halbes Jahre später, am 4. September 1971, mauerten die Béliers die Eingänge des Berner Rathauses zu. Damit drückten sie aus, dass sie nichts akzeptieren würden, was hinter diesen Mauern entschieden werde. Am 18. März 1972 demonstrierten rund 2000 Jurassier in Bern für den Bau der Autobahn Transjurane. Nach dem Ende der friedlichen Kundgebung übergoss eine Gruppe von etwa 50 Béliers die Tramschienen in der Spitalgasse auf einer Länge von 50 Metern mit Asphalt. Mit dieser Aktion sollte die Tatsache angeprangert werden, dass die jurassischen Strassen von der Berner Kantonsregierung nicht instand gehalten werden.
Etwa 30 unbewaffnete Aktivisten besetzten am 13. Juli 1972 die Schweizer Botschaft in Paris. Sie erklärten, die Schweiz werde erst zur Ruhe kommen, wenn der Jura «vom Berner Joch befreit» sei. Nach Verhandlungen mit dem Botschafter und der Zusicherung, dass die französische Polizei nicht einschreiten werde, reinigten die Béliers die benutzten Räume und verliessen das Gebäude nach sechs Stunden. Der damalige Béliers-Chef Jean-Claude Montavon wurde wegen Hausfriedensbruchs zu einer Haftstrafe von 20 Tagen verurteilt, die er nach einem langwierigen juristischen Verfahren fünf Jahre später in Halbgefangenschaft verbüsste. Zwei Besetzungen ereigneten sich am 3. August 1972: Unterstützt von fünf wallonischen Separatisten hielten 29 Béliers die belgische Botschaft in Bern für knapp eine Stunde besetzt. Gleichzeitig drang eine weitere Gruppe in Brüssel in die Schweizer Botschaft ein und hielt sich dort fast einen Tag lang auf; die belgischen Behörden verzichteten auf eine Anzeige. 20 Béliers besetzten in der Nacht auf den 4. August den Kantonspolizeiposten in Delémont und erzwangen auf diese Weise die Freilassung der fünf Wallonen aus der Untersuchungshaft. Am 12. August 1973 begaben sich hundert Béliers in die Festhalle des Marché-Concours in Saignelégier, entzündeten Rauchpetarden und unterbrachen die Ansprache von Regierungsrat Ernst Jaberg. 30 Aktivisten hielten am 1. Juli 1976, zweieinhalb Wochen vor Beginn der Olympischen Sommerspiele 1976 in Montreal, den Hauptsitz des Internationalen Olympischen Komitees in Lausanne besetzt. In einer Erklärung liessen sie verlauten, dass die französischsprachige Bevölkerung der kanadischen Provinz Québec unter dem Kolonialismus leide.
Mehrmals kam es vor, während und nach den Juraplebisziten bei Veranstaltungen zu Schlägereien mit Anhängern der Sangliers und daraus resultierenden Sachbeschädigungen. Wie angespannt die Lage damals war, zeigt ein Vorfall vom 23. Juni 1974, dem Vortag des ersten Juraplebiszits. Drei Béliers stiegen in Boncourt auf ein Hausdach, um eine Jurafahne zu befestigen. Ein Anwohner feuerte mehrere Schüsse ab, wobei ein Querschläger den Aktivisten Maurice Wicht in den Rücken traf. Zweieinhalb Wochen später erlag er seinen Verletzungen, worauf mehr als 3000 Separatisten ihm die letzte Ehre erwiesen, darunter die Führungsspitze des Rassemblement jurassien. Die Antiseparatisten bestritten Gerüchte, wonach der Schütze ein militanter Berntreuer gewesen sei, entschieden zurück. Am 30. Juni 1979 versammelten sich 200 Béliers in Tramelan, um das Denkmal des Dichters Virgile Rossel zu besuchen. Auf dem Rückweg wurden sie von Mitgliedern der Sangliers mit Wurfgeschossen attackiert. Ausserhalb des Dorfes kam es daraufhin zu einer Massenschlägerei.

### 1980er Jahre
Am 16. März 1980 hielt das Rassemblement jurassien seine Delegiertenversammlung im Hôtel de l’Ours im bernisch gebliebenen Cortébert ab, was die Sangliers als Provokation empfanden. Bereits zwei Wochen zuvor kündigten sie die Anwendung von Gewalt an, worauf der Bundesrat die Berner Kantonsregierung eindringlich dazu aufforderte, die Situation nicht eskalieren zu lassen. Mehrmals versuchten die Sangliers, das Versammlungslokal zu stürmen, wurden aber von den Béliers daran gehindert. Unter dem Schutz der sich ansonsten sehr passiv verhaltenden Kantonspolizei konnten die Delegierten ihr Treffen beenden und wurden anschliessend zum Bahnhof begleitet. Die gewalttätigen Auseinandersetzungen zwischen den verfeindeten Jugendbewegungen stiessen auch in den eigenen Reihen zunehmend auf Kritik und nahmen in der Folge deutlich ab.

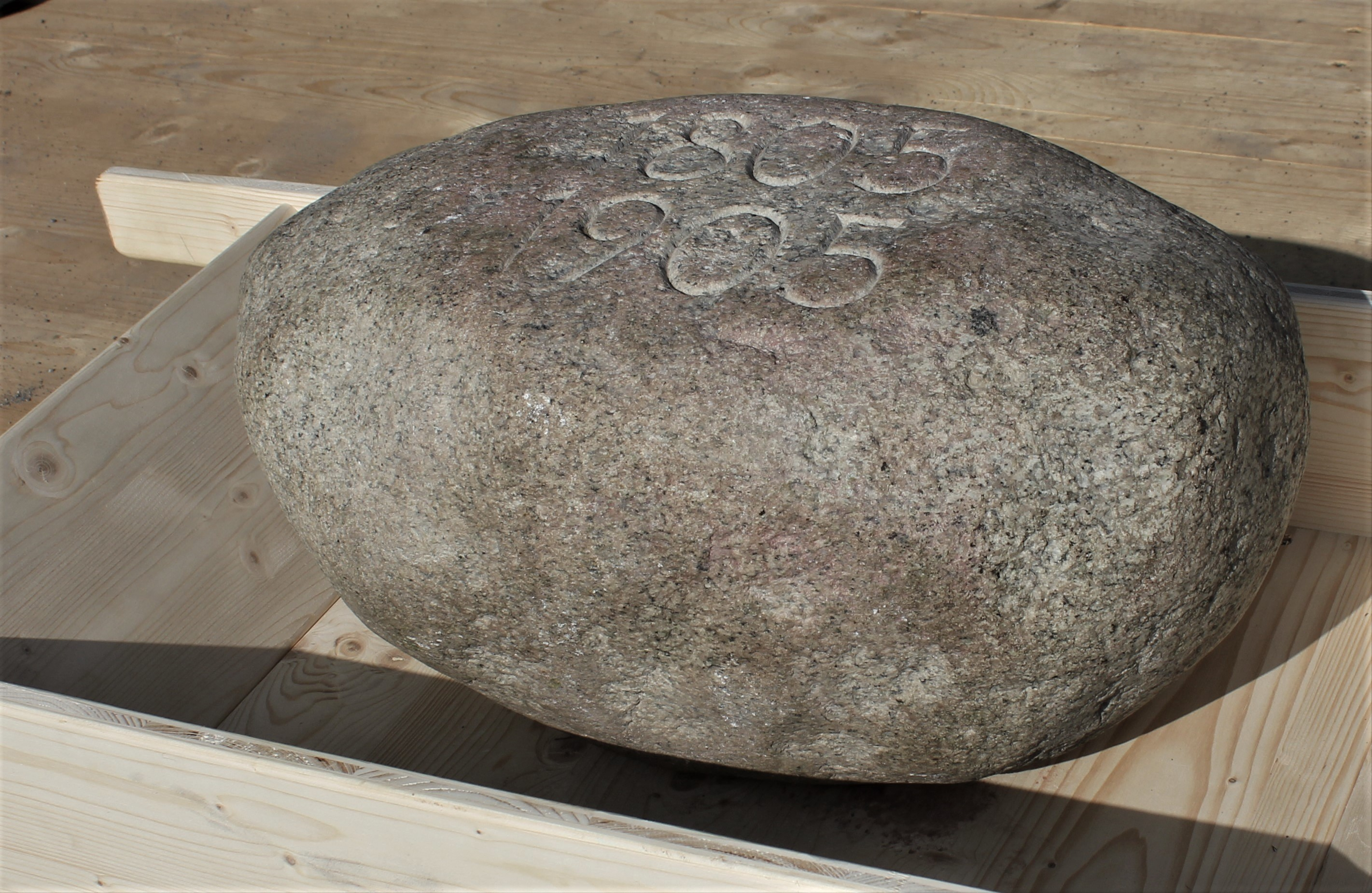
Ersatz des Unspunnensteins

Am 12. April 1982 montierten die Béliers bei Lauterbrunnen zwei Schienen der Wengernalpbahn ab, worauf die Strecke nach Wengen drei Stunden lang nicht befahren werden konnten. Damit brachten sie ihren Ärger zum Ausdruck, dass die Gemeinde Vellerat noch immer zum Kanton Bern gehörte. Eine weitere Gruppe von Aktivisten besetzte am 10. September 1982 einen Saal im Schloss Schönbrunn in Wien, um an den Wiener Kongress zu erinnern, der ganz am Anfang des Jurakonflikts stand, als der Jura dem Kanton Bern zugeschlagen wurde. Vor dem Fussball-Länderspiel Schweiz–Deutschland am 14. März 1983 brannten Aktivisten den Slogan «Jura libre» in den Rasen des Berner Wankdorfstadions. Am 1. Juni 1984 wurde das Soldatendenkmal «Le Fritz» beim Col des Rangiers vom Sockel gestürzt. Mehrere Aktivisten der Béliers sassen anschliessend wegen dringenden Tatverdachts drei Tage lang in Untersuchungshaft, doch die Polizei konnte ihnen nichts nachweisen und das Verfahren musste 1987 eingestellt werden. Nur zwei Tage nach dem Denkmalsturz stahlen die Béliers den kulturhistorisch bedeutenden Unspunnenstein aus dem Tourismusmuseum der Jungfrauregion in Unterseen. In einer Verlautbarung teilten sie mit, dass sie den Stein erst zurückgeben würden, wenn der Kanton Jura und der Südjura wiedervereint seien. Die Polizei stellte die Suche zwei Jahre später ein.
Mehr als ein Dutzend Béliers drangen am 7. November 1984 in den Sitzungssaal des Grossen Rates ein, um ihren Unmut über die von Rudolf Hafner enthüllte Berner Finanzaffäre kundzutun. Einige SVP-Grossräte gingen daraufhin handgreiflich gegen die Eindringlinge vor. Einer von ihnen wurde später zu einer Geldstrafe von 400 Franken verurteilt, weil er einer Frau heftig an den Haaren gerissen und sie dadurch verletzt hatte. In der Nacht auf dem 27. März 1986 färbten die Béliers das Telldenkmal in Altdorf rot, ebenfalls im Zusammenhang mit der Finanzaffäre. Ebenso den Béliers zugeschrieben wird die Zerstörung der Justitiastatue auf dem Berner Gerechtigkeitsbrunnen ein halbes Jahr später am 13. Oktober. Doch sie bekannten sich nie dazu und die Polizei konnte auch nie eine direkte Verbindung nachweisen. Verhaftet und verurteilt wurde schliesslich der Aktivist Pascal Hêche, der aus eigenem Antrieb gehandelt hatte; er war auch der Auslöser der Hêche-Affäre.
Nie aufgeklärt wurde der Brandanschlag auf die historische Holzbrücke in Büren an der Aare am 5. April 1989. Ein beim Tatort gefundener Zeitungsartikel liess darauf schliessen, dass die Béliers damit die erstinstanzliche Verurteilung von Pascal Hêche rächen wollten; ein direkter Zusammenhang konnte jedoch nie nachgewiesen werden. Die Béliers selbst wiesen die Verantwortung zurück und die Täterschaft blieb unauffindbar. Die Statue «Le Fritz» wurde am 10. August 1989 erneut gestürzt; zusätzlich wurde der Kopf der Statue gestohlen und der Sockel mit dem Slogan «DMF tue» («[das] EMD tötet») sowie einem Hakenkreuz verschmiert. Die Überreste lagerten daraufhin in einem Depot des kantonalen Strassenverkehrsamtes in Glovelier, das jedoch in der Nacht vom 24. auf dem 25. Januar 1990 als Folge eines Brandanschlags niederbrannte. Diese Taten rechnete man allgemein den Béliers zu, die sich jedoch nie dazu bekannten.

### Seit den 1990er Jahren
Am 16. August 1992 färbten die Béliers mit Kaliumpermanganat das Wasser in den Berner Freibädern Ka-We-De, Marzili und Wyler rot. Damit protestierten sie gegen die Ungültigerklärung der Wiedervereinigungsinitiative UNIR durch das Bundesgericht. Zusammen mit unbekannten Komplizen verübte der radikalisierte Separatist Christophe Bader im selben Jahr mehrere Sprengstoffanschläge. Er war zwar Mitglied der Béliers, hatte sich aber zunehmend von diesen entfremdet und verübte seine Taten ohne Wissen oder gar Billigung der Führungsspitze. Er kam am 7. Januar 1993 ums Leben, als eine Sprengladung in seinem Auto zu früh explodierte. Die Béliers distanzierten sich ausdrücklich von diesen Anschlägen. Aus Protest gegen die Unterzeichnung eines Abkommens, mit dem die Jurafrage einvernehmlich gelöst werden sollte (unter anderem mit der Einsetzung der Interjurassischen Versammlung), drangen fünf Béliers am 21. Dezember 1994 in den Sitzungssaal des jurassischen Parlaments ein bewarfen vier Regierungsmitglieder mit Crèmetorten. Am 12. Oktober 1996 stahlen Béliers ein altes Mühlrad, das an der Fassade der Kantonalbank-Filiale in Lengnau angebracht war. Sie argumentierten, das Mühlrad sei ein jurassisches Kulturgut, das wieder an seinen ursprünglichen Standort gehöre. Nach zwei Jahren übergaben sie es den Gemeindebehörden von Saint-Brais, wo es seither steht.
Bei einer seiner Ausstellungen in Saint-Ursanne erfuhr der Fotograf Michael von Graffenried im Juni 1999, dass der 15 Jahre zuvor gestohlene Unspunnenstein sich mittlerweile in Belgien befinde. Er konnte den Stein fotografieren, in den zwischenzeitlich Europasterne, die Aufschrift «Groupe Bélier» und das Datum der EWR-Abstimmung gemeisselt worden waren. Anlässlich des Marché-Concours in Saignelégier übergab eine Gruppe von Béliers den Stein an Shawne Fielding, die damalige Ehefrau von Thomas Borer und offizielle Botschafterin der Landesausstellung Expo.02. Die Führungsspitze der Béliers war gegen die Rückgabe gewesen, da der Südjura angeblich noch nicht befreit sei. Der Unspunnenstein wurde später nach Interlaken gebracht und im Hotel Victoria-Jungfrau ausgestellt. Dort entwendeten ihn Unbekannte am 20. August 2005 erneut, als «Ersatz» liessen sie einen Pflasterstein mit aufgemaltem Jurawappen zurück.
Anlässlich der 25-Jahr-Feier des Kantons Jura tauchte am 24. September 2004 der Kopf von «Le Fritz» wieder auf, der fünfzehn Jahre zuvor gestohlen worden war. Drei vermummte Béliers-Aktivisten brachten ihn nach Delémont mit und spalteten ihn in aller Öffentlichkeit mit Hammer und Meissel. Anschliessend zog eine grössere Gruppe zum Schloss Delémont, um die dort feiernden Ehrengäste auszupfeifen. Am 12. Mai 2009, gut eine Woche nach der Präsentation des Schlussberichts der Interjurassischen Versammlung, entwendeten die Béliers auf der Älggi-Alp im Kanton Obwalden das Pyramidendach über dem symbolischen Mittelpunkt der Schweiz. Vier Tage später stellten sie es anlässlich des Fests der jurassischen Jugend in Bellelay auf, dem geographischen Zentrum des Jura. Die Polizei beschlagnahmte das Objekt und gab es seinen Eigentürmern zurück.

## Vorsitzende der Béliers

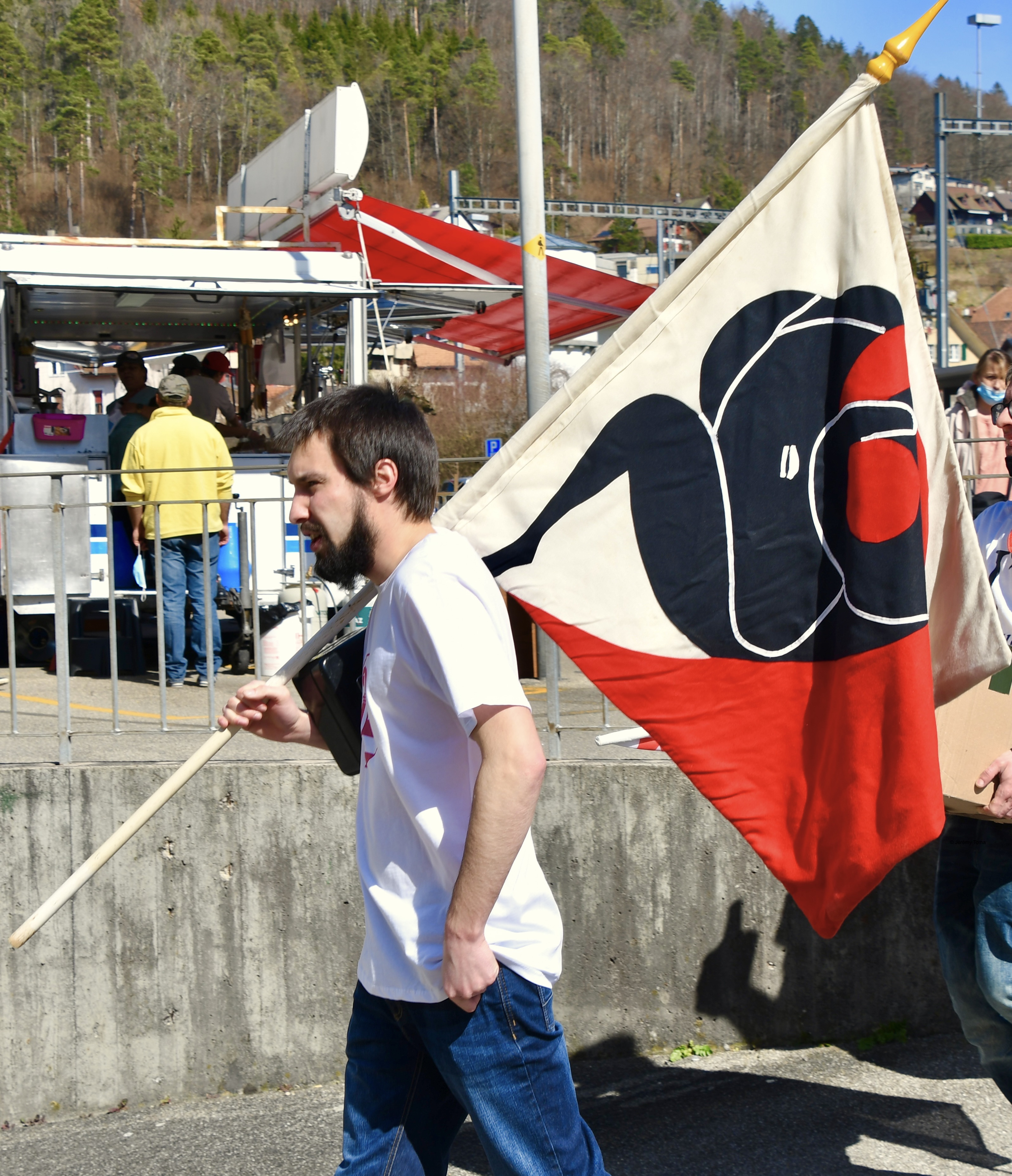
Jonathan Gosteli vor der Abstimmung in Moutier (2021)

Nach dem Vorbild politischer Jugendverbände in Frankreich werden die Vorsitzenden der Béliers als «Animatoren» (animateurs) bezeichnet. Bisher hatten folgende Personen dieses Amt inne:
| - 1963–1964: Pierre Beuret - 1964–1969: Bernard Varrin - 1969–1970: Gabriel Roy - 1970–1971: Pierre Grimm - 1971–1978: Jean-Claude Montavon - 1978–1981: Michel Houlmann - 1981–1984: Francis Spart - 1984–1985: Jean-Marc Baume - 1985–1988: Didier Carnazzi | - 1988–1991: Jean-Luc Juillerat - 1991–1993: Daniel Pape - 1993–1996: Karim Boukhris und Jean-Marie Frésard (interimistisch) - 1996–1999: Blaise Willemin - 1999–2003: Gérald Jeanneret - 2003–2006: David Herdener - 2006–2010: Marc Freléchoux - 2010–2018: Clément Piquerez - seit 2018: Jonathan Gosteli |